# Ljubiš
Ljubiš (Servisch cyrillisch Љубиш) is een plaats in de Servische gemeente Čajetina. De plaats telt 705 inwoners (2002).